# Jason Richardson (basketballer)
Jason Anthoney Richardson (Saginaw, 20 januari 1981) is een Amerikaans voormalig professionele basketballer. Tijdens zijn carrière speelde hij als shooting guard, met rugnummer 23. Richardson speelde 14 seizoenen in de NBA. Hij werd in 2001 door de Golden State Warriors als vijfde gekozen in de NBA Draft na het spelen van collegebasketbal voor Michigan State University, waarmee hij kampioen was geworden. Hij won de NBA Slam Dunk Contest in zowel 2002 als 2003, en werd de tweede speler na Michael Jordan die de competitie twee keer achter elkaar won. Richardson speelde ook voor de Charlotte Bobcats, Phoenix Suns, Orlando Magic en de Philadelphia 76ers. In 2015 maakte hij de overstap naar de Atlanta Hawks, maar vanwege een slepende blessure speelde hij daar geen wedstrijd en beëindigde hij in datzelfde jaar zijn carrière als professioneel basketballer.

## Biografie

### Jeugd
Richardson werd geboren in Saginaw in Michigan. Hij ging naar school op Arthur Hill High School, waar hij ook basketbal speelde. Hier werd hij in 1999 McDonald's All-American. en Second-team Parade All-American. Nadat Richardson in 1999 klaar was met zijn middelbare school ging hij naar Michigan State University.  Hij speelde daar twee jaar basketbal en won in 2000 het kampioenschap. In 2001 werd hij in het Consensus second-team All-American gestemd en kwam hij in het All-Big Ten First-team.

### Professionele carrière

#### Golden State Warriors (2001-2007)
Na deze twee succesvolle jaren bij Michigan State werd hij in de NBA Draft van 2001 als vijfde geselecteerd door de Golden State Warriors. In zijn eerste seizoen bij de Warriors speelde hij 80 wedstrijden, waarvan hij er 75 als starter begon.
Hij groeide uit tot een speler die werd gezien als een speler die goed was in scoren. Hij scoorde in zijn carrière 37% van zijn driepunters en haalde in het seizoen 2005/2006 een gemiddeld aantal punten van 23.2, het hoogste dat hij ooit zou halen. Daarbuiten wordt hij ook gezien als een van de beste dunkers in het basketbal, die op vele verschillende manier kon dunken. In 2002 en 2003 won hij de NBA Slam Dunk Contest. In 2004 deed hij wederom mee, maar verloor hij in de finale van Fred Jones. Hij was de tweede speler ooit die twee jaar achter elkaar deze wedstrijd won.  In 1987 en 1988 ging Michael Jordan hem daarin voor. Sinds Richardson twee jaar achter elkaar won, deed alleen Nate Robinson dat nog eens. Hij was in 2009 en 2010 de beste.
In de jaren bij de Warriors die volgden haalden ze nooit de playoffs, maar Richardson wist zich te ontpoppen tot belangrijke speler binnen het team. Hij werd populair onder de fans door zijn loyaliteit aan de club, waar hij bleef spelen, terwijl de playoffs nooit gehaald werden. In 2006 bedankte hij de fans voor hun onvoorwaardelijke steun in de strijd om weer een plek in de playoffs te behalen. Vanwege zijn verbondenheid met de club maakte hij zich populair bij de fans.
Ondanks een knieoperatie die hem voor een lange periode uit het seizoen hield, haalde hij in 2007 met Golden State de playoffs, nadat de Warriors die twaalf jaar niet hadden gehaald. In de playoffs speelde Richardson in alle elf wedstrijden. In de eerste ronde speelden ze tegen de Dallas Mavericks. De serie werd met 4-2 gewonnen. In de volgende ronde moesten ze tegen de Utah Jazz, maar deze serie verloren ze met 4-1.

#### Charlotte Bobcats (2007-2008)
Na zes seizoenen bij de Golden State Warriors, waar hij in het laatste seizoen de playoffs mee haalde, ging hij naar de Charlotte Bobcats. De Bobcats kregen Richardson en Jermareo Davidson, die als 36e geselecteerd was in de draft, en in ruil daarvoor kregen de Warriors Brandon Wright, die als vijfde geselecteerd was. Hij tekende in Charlotte een contract voor vier jaar, wat een waarde had van 51 miljoen dollar.
In zijn eerste seizoen in Charlotte speelde hij 82 wedstrijden, wat een evenaring was van zijn record, dat hij in het seizoen 2002/2003 bij de Golden State Warriors behaalde. Hij eindigde dat seizoen twaalfde met de Bobcats en was in dat seizoen topscorer van het team, waarbij hij ook de meeste driepunters voor het team maakte.
In het tweede seizoen bij de Bobcats kreeg Richardson opnieuw last van zijn knie en moest hij daarvoor een operatie ondergaan. In eerste instantie werd gedacht dat hij een week zou missen, maar uiteindelijk bleek zijn blessure nog langer te duren. Hierdoor miste hij de eerste zeven wedstrijden van het seizoen. Uiteindelijk speelde hij dat seizoen nog veertien wedstrijden voor de Charlotte Bobcats.

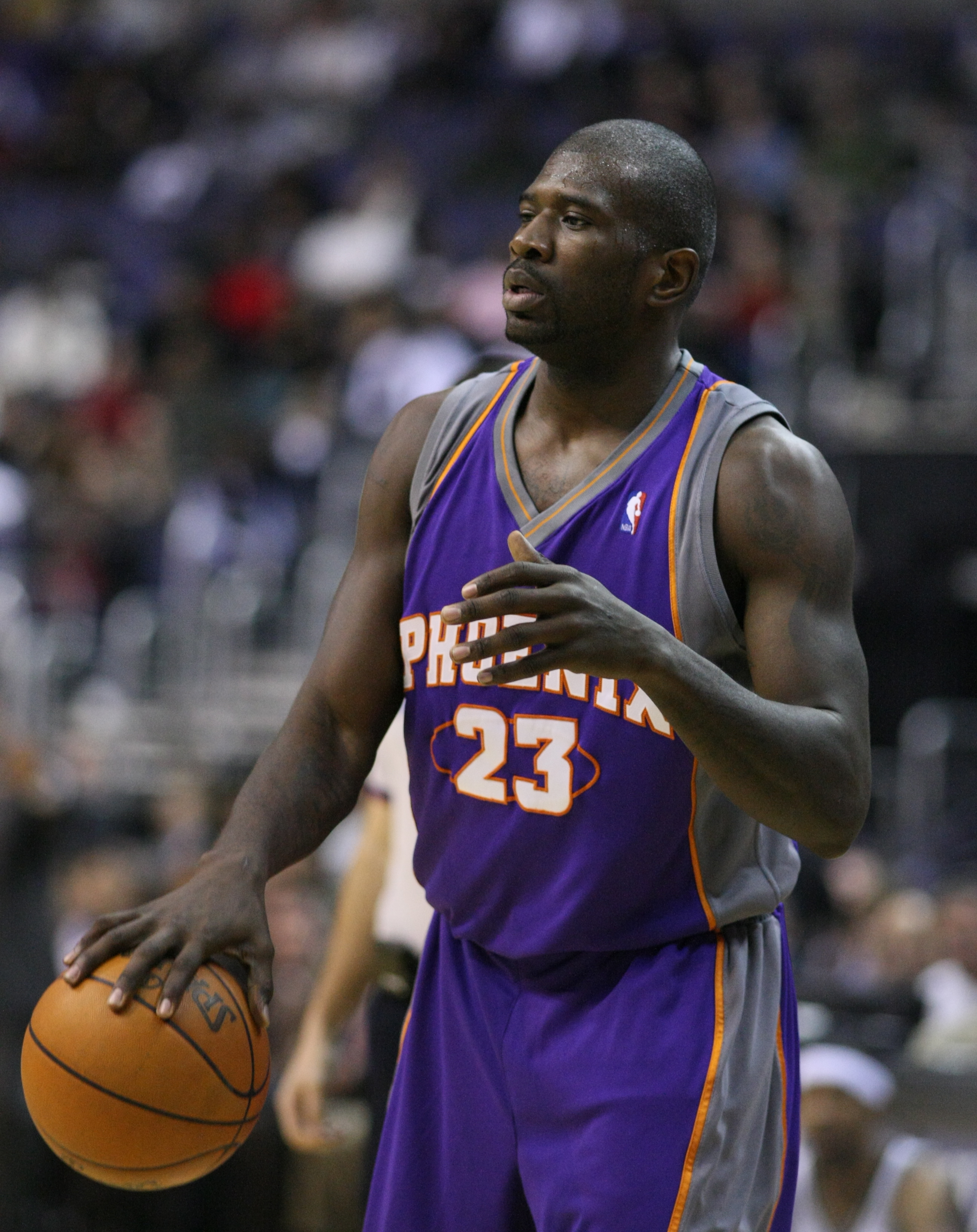
Richardson bij de Phoenix Suns

#### Phoenix Suns (2008-2010)
In 2008 vertrok Richardson samen met Jared Dudley naar de Phoenix Suns. Ook kregen de Suns een keuze in de tweede ronde van de draft in 2010. In ruil daarvoor kregen de Charlotte Bobcats Boris Diaw, Raja Bell en Sean Singletary. In zijn eerste seizoen bij de Suns haalde het team de playoffs voor het eerst sinds 2003 niet.
In zijn tweede seizoen wist hij met de Suns de playoffs wel te halen, waar ze de finale van de Western Conference haalden. In de kwartfinale wonnen ze 4-2 van de Portland Trail Blazers. In de derde wedstrijd van de serie maakte Richardson 42 punten. Zijn hoogste aantal punten in één wedstrijd van de playoffs. In de halve finale bleven ze ongeslagen en wonnen ze 4-0 van de San Antonio Spurs. Uiteindelijk verloren ze de finale van de Western Conference met 4-2 van de Los Angeles Lakers. In zijn derde seizoen speelde hij nog 25 wedstrijden bij de Phoenix Suns.

#### Orlando Magic (2010-2012)
Na een ruil tussen de Phoenix Suns en de Orlando Magic in december 2010, waar zes spelers (Richardson, Hedo Turkoglu en Earl Clark gingen van Phoenix naar Orlando, terwijl Vince Carter, Marcin Gortat en Mickael Pietrus van Orlando naar Phoenix gingen), een geldsom en een keuze in de eerste ronde van de draft bij betrokken waren, vertrok hij naar Orlando. In de twee jaar dat hij speelde voor de Orlando Magic kwam hij twee keer in de playoffs van de NBA. Beide keren gingen ze er in de eerste ronde van de playoffs uit. In 2011 speelden ze tegen de Atlanta Hawks en verloren ze de serie met 4-2. Het jaar daarop speelden ze een serie tegen de Indiana Pacers. De eerste wedstrijd wisten ze te winnen, maar de vier wedstrijden die daarop volgde werden verloren. Zo verloor Richardson ook in het tweede seizoen bij de Orlando Magic in de eerste ronde van de playoffs.

#### Philadelphia 76ers (2012-2015)
Na twee jaren in Orlando maakte Richardson de overstap naar Philadelphia. In een ruil waar in totaal vier teams bij betrokken waren vertrok Richardson naar de Philadelphia 76ers. In Philadelphia kwam hij in de drie seizoenen dat hij er zat niet zo veel meer aan spelen toe. In het eerste seizoen speelde hij tot februari 33 wedstrijden, maar werd vervolgens geopereerd aan zijn knie. Deze knieblessure zorgde er uiteindelijk voor dat hij de rest van dat seizoen zou missen, en in het seizoen daarop ook niet in actie zou komen. In het seizoen 2014/15 speelde hij ook nog maar 19 wedstrijden. Uiteindelijk heeft Richardson 52 wedstrijden gespeeld voor de Philadelphia 76ers.

### Pensioen
In augustus 2015 tekende Richardson een contract bij de Atlanta Hawks, maar een maand later besloot Richardson om te stoppen met zijn carrière als professioneel basketballer. Hij had te veel last van de knieblessure waar hij de jaren daarvoor ook al last van had gehad. Bij nader onderzoek was hij erachter gekomen dat hij exostose had en hij was bang dat hij blijvend met een beperking zou rondlopen als hij door zou blijven gaan met basketballen.

### 3×3-basketbal
In 2021 ging hij spelen in de BIG3 voor de Tri-State.

## Erelijst
- NBA Slam Dunk-kampioen: 2002, 2003
- NBA All-Rookie First Team

## Statistieken

### Regulier seizoen
| Seizoen  | Team                  | WG  | WS  | MPW  | 2P%  | 3P%  | FW%  | RPW | APW | SPW | BPW | PPW  |
| -------- | --------------------- | --- | --- | ---- | ---- | ---- | ---- | --- | --- | --- | --- | ---- |
| 2001/02  | Golden State Warriors | 80  | 75  | 32,9 | 42,6 | 33,3 | 67,1 | 4,3 | 3,0 | 1,3 | 0,4 | 14,4 |
| 2002/03  | Golden State Warriors | 82  | 82  | 32,9 | 41,0 | 36,8 | 76,4 | 4,6 | 3,0 | 1,1 | 0,3 | 15,6 |
| 2003/04  | Golden State Warriors | 78  | 78  | 37,6 | 43,8 | 28,2 | 68,4 | 6,7 | 2,9 | 1,1 | 0,5 | 18,7 |
| 2004/05  | Golden State Warriors | 72  | 72  | 37,8 | 44,6 | 33,8 | 69,3 | 5,9 | 3,9 | 1,5 | 0,4 | 21,7 |
| 2005/06  | Golden State Warriors | 75  | 75  | 38,4 | 44,6 | 38,4 | 67,3 | 5,8 | 3,1 | 1,3 | 0,5 | 23,2 |
| 2006/07  | Golden State Warriors | 51  | 49  | 32,8 | 41,7 | 36,5 | 65,7 | 5,1 | 3,4 | 1,1 | 0,6 | 16,0 |
| 2007/08  | Charlotte Bobcats     | 82  | 82  | 38,4 | 44,1 | 40,6 | 75,2 | 5,4 | 3,1 | 1,4 | 0,7 | 21,8 |
| 2008/09  | Charlotte Bobcats     | 14  | 14  | 35,1 | 44,1 | 45,8 | 74,5 | 4,1 | 2,6 | 1,0 | 0,2 | 18,7 |
| 2008/09  | Phoenix Suns          | 58  | 57  | 33,1 | 48,8 | 38,3 | 77,8 | 4,5 | 1,9 | 1,1 | 0,4 | 16,4 |
| 2009/10  | Phoenix Suns          | 79  | 76  | 31,5 | 47,4 | 39,3 | 73,9 | 5,1 | 1,8 | 0,8 | 0,4 | 15,7 |
| 2010/11  | Phoenix Suns          | 25  | 25  | 31,8 | 47,0 | 41,9 | 76,4 | 4,4 | 1,4 | 1,1 | 0,1 | 19,3 |
| 2010/11  | Orlando Magic         | 55  | 55  | 34,9 | 43,3 | 38,4 | 70,1 | 4,0 | 2,0 | 1,2 | 0,2 | 13,9 |
| 2011/12  | Orlando Magic         | 54  | 54  | 29,5 | 40,8 | 36,8 | 59,4 | 3,6 | 2,0 | 1,0 | 0,4 | 11,6 |
| 2012/13  | Philadelphia 76ers    | 33  | 33  | 28,4 | 40,2 | 34,1 | 60,6 | 3,8 | 1,5 | 1,2 | 0,5 | 10,5 |
| 2014/15  | Philadelphia 76ers    | 19  | 15  | 21,9 | 34,8 | 32,3 | 77,3 | 3,5 | 2,0 | 0,7 | 0,2 | 9,1  |
| Carrière | Carrière              | 857 | 842 | 34,1 | 43,8 | 37,0 | 70,7 | 5,0 | 2,7 | 1,2 | 0,4 | 17,1 |

### Playoffs
| Seizoen  | Team                  | WG | WS | MPW  | 2P%  | 3P%  | FW%   | RPW | APW | SPW | BPW | PPW  |
| -------- | --------------------- | -- | -- | ---- | ---- | ---- | ----- | --- | --- | --- | --- | ---- |
| 2006/07  | Golden State Warriors | 11 | 11 | 38,9 | 47,6 | 35,4 | 70,4  | 6,7 | 2,0 | 1,3 | 0,5 | 19,1 |
| 2009/10  | Phoenix Suns          | 16 | 16 | 33,3 | 50,2 | 47,5 | 75,9  | 5,4 | 1,1 | 1,1 | 0,3 | 19,8 |
| 2010/11  | Orlando Magic         | 5  | 5  | 30,6 | 33,3 | 32,0 | 100,0 | 4,0 | 1,2 | 0,6 | 0,4 | 10,0 |
| 2011/12  | Orlando Magic         | 5  | 5  | 29,6 | 39,6 | 37,0 | 41,7  | 3,8 | 1,0 | 1,2 | 0,4 | 11,4 |
| Carrière | Carrière              | 37 | 37 | 34,1 | 46,5 | 40,4 | 72,4  | 5,4 | 1,4 | 1,1 | 0,4 | 17,1 |